# Göbekli Tepe
Göbekli Tepe (Monte com Barriga ou Monte com Umbigo em turco) é o topo de uma colina onde foi encontrado um santuário, no ponto mais alto de um encadeamento montanhoso que forma a porção mais a sudeste dos montes Tauro, a aproximadamente 15 km a nordeste de Şanlıurfa (Urfa) no sudeste da Turquia. É famosa pelas suas grandes estruturas circulares que contêm enormes pilares de pedra – os megálitos mais antigos conhecidos do mundo.
O sítio arqueológico, que está sendo escavado por arqueólogos alemães e turcos, foi construído por caçadores-coletores no décimo milénio a.C., antes do advento da sedentarização. Junto com o sítio de Nevalı Çori, revolucionou o conhecimento do neolítico e as teorias sobre o início da civilização.
O tel de Göbekli Tepe possui 15 metros de altura por 300 de diâmetro e inclui dois complexos que se acredita serem de natureza social ou ritual que datam do décimo ao oitavo milênio a.C.. Durante a primeira fase, pertencente ao Neolítico Pré-Cerâmica A (PPNA), foram erguidos círculos de enormes pilares de pedra em forma de T - os megalitos conhecidos mais antigos do mundo.
Devido à forma das casas, está tentar interpretar-se se eram casas ou templos porque os 2 pilares centrais de todas as estruturas encontradas, estão virados para Oeste, que, nestas culturas do crescente fértil, representa o renascer.

## Descoberta
Göbekli Tepe já havia sido notada por uma pesquisa arqueológica norte-americana em 1964, que reconheceu que a colina não poderia ser inteiramente natural, mas presumiu que anomalias do terreno eram apenas um cemitério bizantino abandonado. Desde 1994 escavações tem sido conduzidas pelo Instituto Arqueológico Alemão e pelo Museu de Şanlıurfa, sob a direção do arqueólogo alemão Klaus Schmidt (1995-2000: Universidade de Heidelberg, desde 2001: Instituto Arqueológico Alemão). Schmidt diz que os fragmentos de rocha na superfície do monte fizeram com que tivesse certeza de que se tratava de um sítio pré-histórico. Antes disso o monte estava ocupado por culturas agrícolas. Gerações de habitantes locais frequentemente moviam rochas e as empilhavam para limpar o terreno e muita evidência arqueológica pode ter sido destruída no processo. Acadêmicos da Universidade Karlsruhe de Ciência Aplicada começaram a documentar os restos arquitetônicos. Logo foram descobertos pilares em forma de T, alguns dos quais apresentando sinais de tentativas de esmagamento.

## O complexo
As escavações sugerem fortemente que Göbekli Tepe era um local de culto - o mais antigo já descoberto até hoje. Até que as escavações tivessem começado, não se imaginava possível um complexo nessa escala para uma comunidade tão antiga. A grande sequência de camadas estratificadas sugere muitos milênios de atividade, talvez desde o mesolítico. A camada com indícios de ocupação humana mais antiga (stratum III) continha pilares monolíticos ligados por paredes construídas grosseiramente para formar estruturas circulares ou ovais. Até agora, quatro construções como essas foram desenterradas, com diâmetros entre 10 e 30 metros. Pesquisas geofísicas indicam a existência de mais 16 estruturas.
O stratum II, datado do Neolítico Pré-Cerâmico B (PPNB, na sigla em inglês, 7 500 - 6 000 a.C.), revelaram várias câmaras retangulares adjacentes com pisos de cal polido, reminiscências de pisos em estilo 'terrazzo' romanos. A camada mais recente consiste de sedimentos depositados pela erosão e pela atividade agrícola.
Os monolitos são decorados com relevos esculpidos de animais e pictogramas abstratos. Esses sinais não podem ser classificados como escrita, mas podem representar símbolos sagrados amplamente compreendidos, por analogia com outros exemplos de arte rupestre do neolítico.
Os relevos representam leões, touros, raposas, gazelas, burros, serpentes e outros répteis, insetos, aracnídeos e pássaros, particularmente abutres e aves aquáticas. Os abutres aparecem com destaque na iconografia de Çatalhüyük não muito longe dali. Acredita-se que nas culturas neolíticas do sudeste da Anatólia os mortos eram deliberadamente expostos para serem devorados por abutres e depois enterrados. A cabeça do cadáver era às vezes removida e preservada - possivelmente como um sinal de culto aos ancestrais.
Poucas formas humanóides foram desenterradas em Göbekli Tepe mas estas incluem relevos de uma Venus accueillante — o termo de Schmidt para uma mulher em uma pose sexualmente provocativa —  e pelo menos um cadáver decapitado cercado de abutres. Alguns dos pilares em forma de 'T' tem 'braços' esculpidos, o que pode indicar que eles representam humanos estilizados. Outro pilar é decorado com mãos humanas no que poderia ser interpretado como um gesto de oração, com uma estola ou sobrepeliz gravada acima, o que pode representar um sacerdote.

## Datação

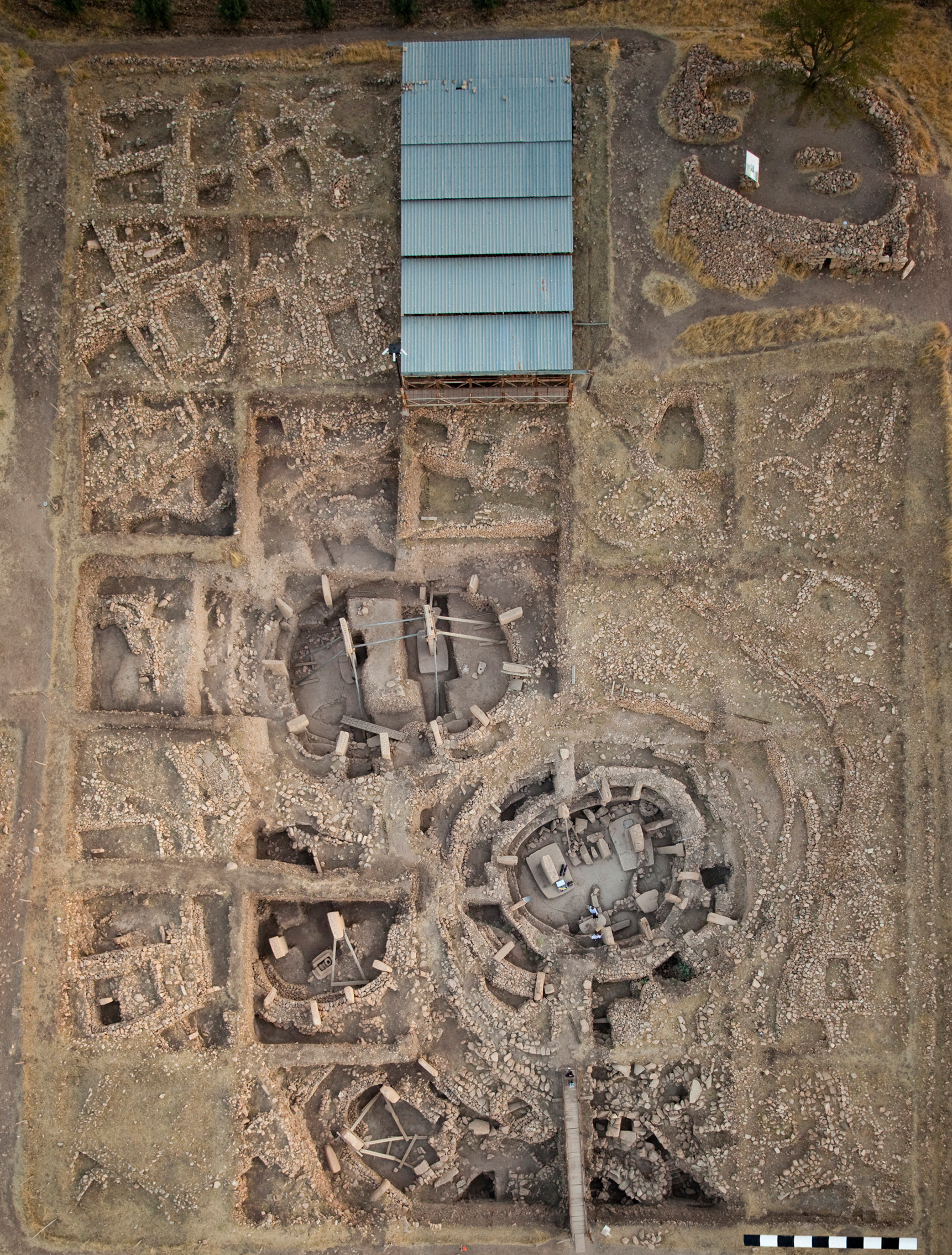
Vista aérea da escavação em Göbekli Tepe.

O assentamento do Neolítico Pré-Cerâmico A (PPNA, na sigla em inglês) foi datado por volta do ano 9 000 a.C.. Há também restos de casas menores do Neolítico Pré-Cerâmico B e alguns achados epipaleolíticos. Há algumas datações por radiocarbono (apresentadas com a margem de erro e calibradas para a Era Comum):
| n do laboratório | Data AP | Faixa a.C. | Contexto    |
| ---------------- | ------- | ---------- | ----------- |
| Ua-19561         | 8430±80 | 7560–7370  | enclosure C |
| Ua-19562         | 8960±85 | 8280–7970  | enclosure B |
| Hd-20025         | 9452±73 | 9110–8620  | Camada III  |
| Hd-20036         | 9559±53 | 9130–8800  | Camada III  |

As amostras "Hd" são de restos nos níveis mais baixos do sítio e datariam a fase de ocupação ativa. As amostras "Ua" são de carbonatos pedogênicos que revestem os pilares e indicam somente o período após o abandono do sítio — o terminus ante quem.

## Arquitetura
As casas ou templos são edifícios megalíticos redondos. As paredes são de pedra tosca, com 12 pilares monolíticos de calcário, com cerca de 10 toneladas cada, em forma de T, com altura até 3 metros, e com 2 pilares maiores no centro da estrutura. Como há provas que tinham cobertura pensa-se que tais pilares serviam para suportar a estrutura do telhado. O pavimento estava revestido com terrazo (mistura de restos de pedra, normalmente mármore, com um aglomerante). A parede exterior tem uma espécie de degrau/banco que rodeia o edifício.
Os pilares apresentam os seguintes animais esculpidos: raposas, leões, gado bovino, javalis selvagens, burros selvagens, garças-reais, patos, escorpiões, formigas, aranhas, muitas serpentes e poucas figuras antropomórficas. Alguns dos relevos foram propositadamente apagados, provavelmente para a preparação do suporte para novos trabalhos.
O estudo dos três recintos de pedra mais antigos do santuário revelou um padrão geométrico oculto: um triângulo equilátero com 19,25 metros de lado, subjacente a todo o plano arquitetónico dessas estruturas.

## Classificação como Património Mundial
O sítio arqueológico foi classificado como Património Mundial pela UNESCO em 2018.